# Zruč nad Sázavou (zámek)
Zámek Zruč nad Sázavou je hrad přestavěný na zámek ve městě Zruč nad Sázavou v okrese Kutná Hora. Hrad byl založen v první polovině čtrnáctého století. V polovině šestnáctého století proběhla přestavba v renesančním slohu a na konci devatenáctého století byl upraven novogoticky. Od roku 1966 je chráněn jako kulturní památka.

## Historie
První písemná zmínka o zručském hradu pochází z roku 1335 a nalézá se v predikátu Heřmana ze Zruče, o kterém se předpokládá, že již neobýval tzv. Starý zámek. V roce 1355 byl majitelem Petr z Kolovrat a roku 1364 je připomínán Ješek z Kolovrat, který měl syny Václava, Jana a Alberta. Václav se stal knězem a hrad zdědili oba zbývající bratři, kteří ho prodali svému strýci Mikuláši Kolovratovi ze Zruče. Zemřel v roce 1405 nebo 1406 a jeho synové Mikuláš a Aleš několik let společně hospodařili, ale v roce 1410 se o majetek podělili, a hrad připadl Alešovi. Posledním zmínka o něm pochází z roku 1417.
Během husitských válek hrad patřil Zručským z Chřenovic, kteří patřili k rodu Kolovratů. Posledním příslušníkem rodu ve Zruči byl Zdeněk z Kolovrat, který hrad v roce 1547 prodal Jindřichu Střelovi z Rokyc a přestěhoval se do Dalkovic. O rok později se majitelem stal Jan Černčický z Kácova a od roku 1553 Jiří z Kalenic. Jeho syn Adam z Kalenic hrad roku 1560 prodal Janovi Staršímu z Kalenic. Někdy v té době byl starý hrad renesančně přestavěn. Kalenicům zámek patřil až do stavovského povstání, po kterém byl Bavoru z Kalenic zabaven a v roce 1623 jej koupil Arnolt Perglas z Losentic.
V 17. století se zde vystřídala řada majitelů: Markéta Mecerodová z Dobrohoště,  Albrecht Kryštof Hložek ze Žampachu, Lambert František Hřevenář z Hrachu,  Vit de Nathermann, Johanka Eusebie Millesimová ze Žďáru, Cecilie Eleonora hraběnka Breunerová, Maxmilián Ludvík Breuner a od roku 1693 Ferdinand Antonín Mladota ze Solopisk. Ten Zruč postoupil v roce 1700 Janu Václavovi Valkounovi z Adlaru, po němž následovali bratři Jan Ludvík a Ferdinand Bohuslav Serinsové z Eichenau, kteří zámek kvůli dlluhům v roce 1749 prodali Rausům z Rausenbachu. Časté střídání držitelů pokračovalo i v dalším období, patřili mezi ně Macneven O'Kelly, Rumerskirchové, Windischgrätzové či rytíři z Löwenthalu. Větší opravy a první přestavbu zámku, který v roce 1781 vyhořel, provedl až  v letech 1872-1878 Jan Skrejšovský. V roce 1885 zručské statky koupil podnikatel Jan Schebek, jehož syn Adolf nechal zámek přestavět do dnešní podoby. V roce 1948 byl zámek rodině konfiskován; prostory pak sloužily jako kanceláře MNV, lidová škola umění a knihovna. Potomkům Schebků byl majetek vrácen v restitucích po roce 1989. V roce 2003 odkoupilo zámek i s parkem město Zruč nad Sázavou.

## Stavební vývoj

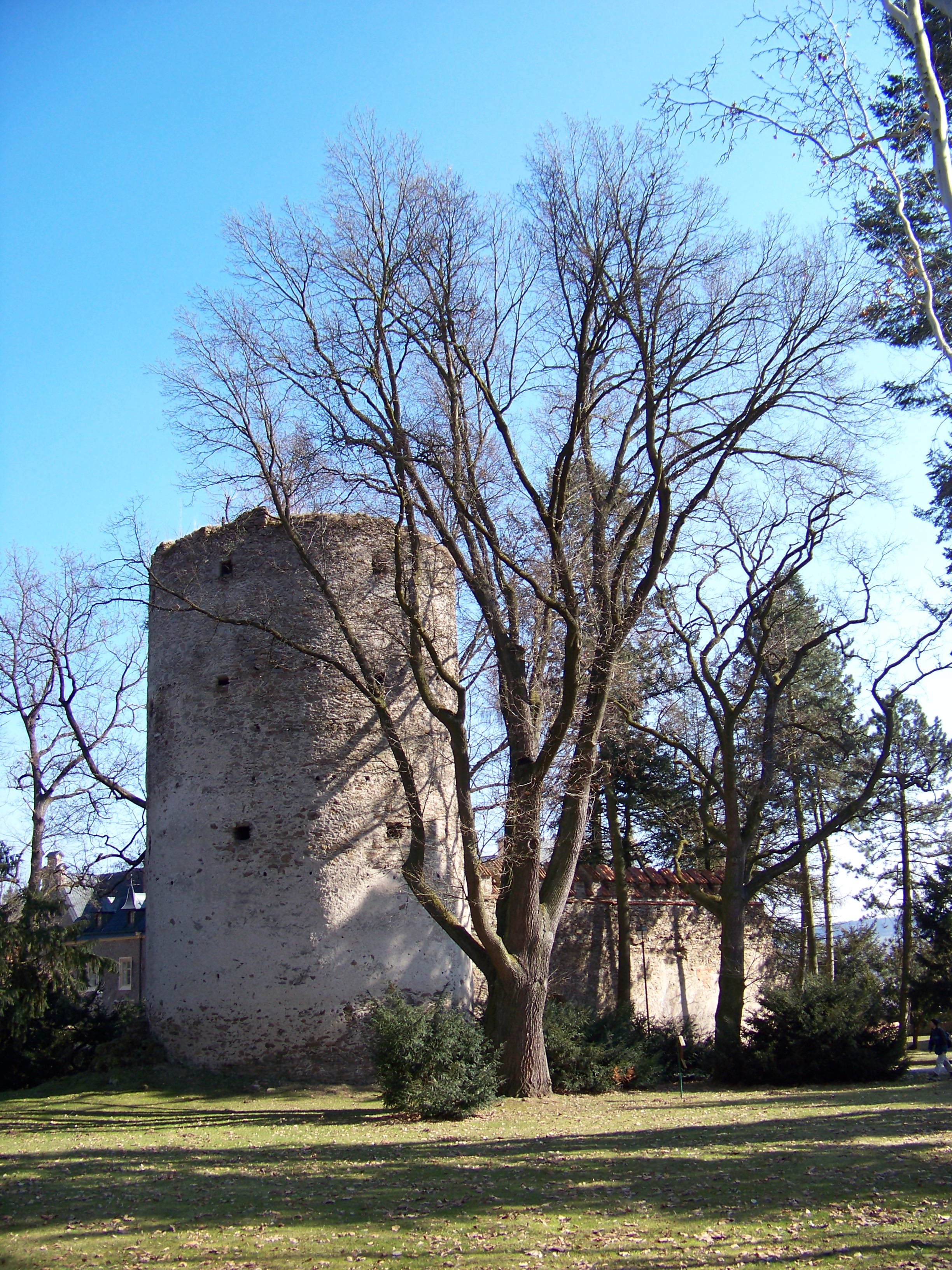
Bateriová věž

### Hrad
Nejstarší stavební fáze hradu byla nejspíš dvojdílná. Na východní straně se pravděpodobně nacházelo předhradí a za ním na západě stálo hradní jádro s téměř čtvercovým půdorysem. S výjimkou nepřístupné jižní strany jádro obepíná ve skále tesaný a částečně vyzděný příkop. Původní budovy se dochovaly v zámeckém zdivu. Hlavní palác stál podél jižní strany v jihovýchodním nároží. Severně od něj z půdorysu mírně vystupoval objekt brány a podél zbývající části východní strany byla další budova. Ostatní strany zřejmě uzavírala pouze hradba. Na počátku šestnáctého století byl hradní palác na západní straně rozšířen.

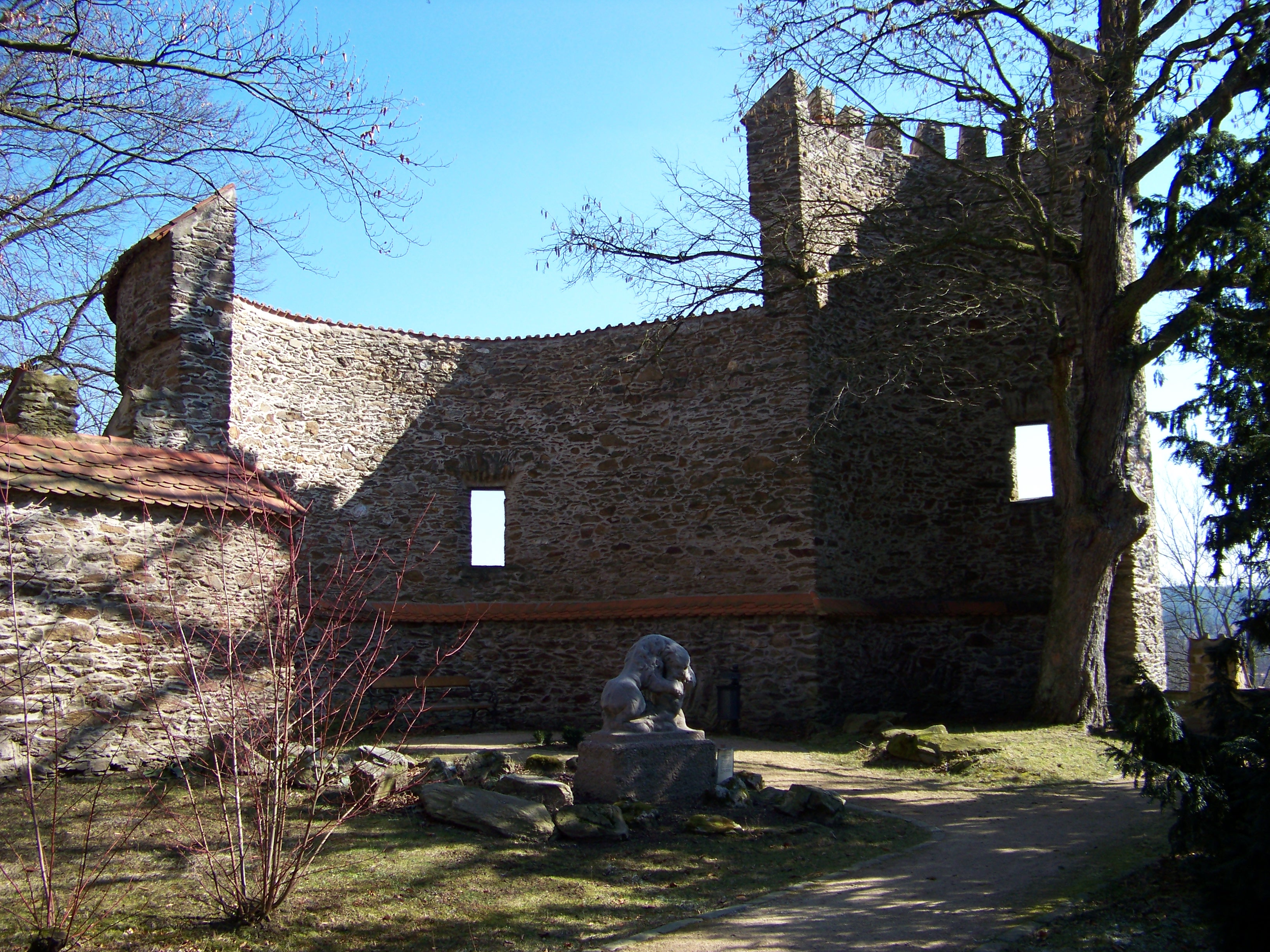
Zdvojená jihovýchodní bašta

Dělostřelecké opevnění, které se částečně dochovalo, bylo tvořeno baštami a kurtinami bránitelnými z ochozů. Z jižní strany bylo opevnění nejlepší, se třemi polookrouhlými baštami. Jihovýchodní nároží chránila dvojitá bašta, které umožnila ostřelování jižní i východní strany, zatímco v jihozápadním nároží stojí pouze pilíři podobná věžice. V nejvíce ohroženém severozápadním nároží byla postavena ve spodní části dovnitř otevřená bateriová věž se střílnami pro menší děla. Podobu severní a severovýchodní strany neznáme, bylo zde pravděpodobně pouze oblé nároží.  Subtilnost opevnění naznačuje, že vzniklo buď na přelomu vlády Jiřího z Poděbrad a Jagellonců, kdy ještě nebyly pozdně gotické opevňovací systémy plně vyvinuty, nebo vzniklo později, ale zůstalo konzervativní.

### Zámek

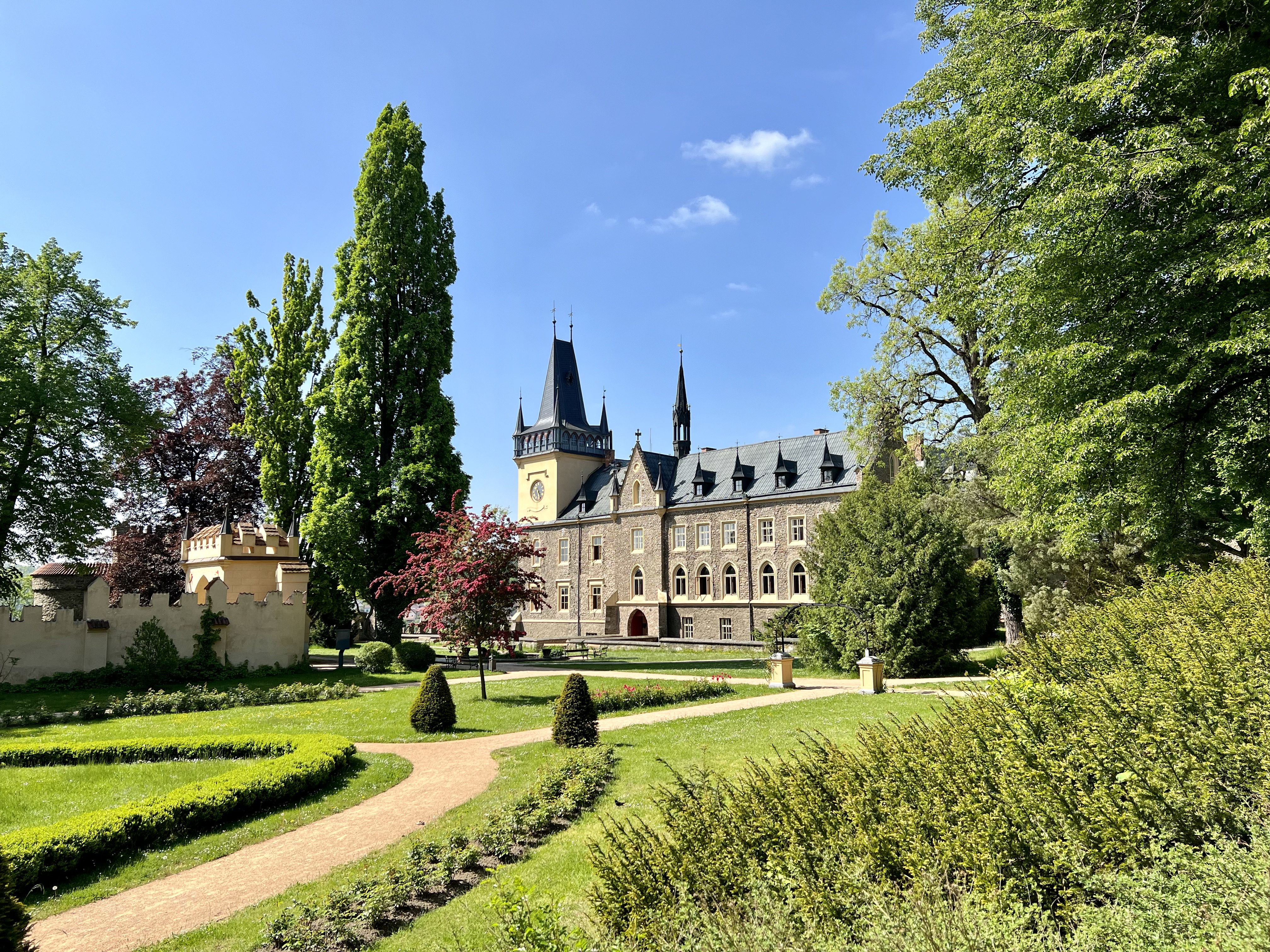
Zámek z parku

Původní hrad byl přestavěn na zámek buď již ve 2. polovině 16. století, nebo po třicetileté válce. V roce 1749 měl zámek podobu čtyřkřídlé dvoupatrové budovy a byl obklopen hradbou s věžemi. V roce 1781 vyhořel a západní křídlo již nebylo obnoveno. K zásadní přestavbě zámku v duchu romantické novogotiky došlo v letech 1891-1894 podle plánů architekta Jana Vejrycha. Trojkřídlá dvoupatrová budova byla upravena tak, aby měla vzhled stavby z lomového kamene, a zastřešena vysokou valbovou střechou. V jihovýchodním nároží vznikla zvýšením o patro třípatrová věž, celá stavba byla ozdobena několika gotickými štíty, věžičkami a vikýři.  Ústředním prostorem zámku se stal nově zřízený rytířský sál. Část hradeb a opevnění byly zbořeny, zbytky novogoticky upraveny. Přibyla novogotická vstupní brána do zámeckého areálu.

## Zámecký park
Zámek je obklopen parkem, v němž jsou zachovány upravené zbytky původního opevnění, zejména velká věž zvaná Kolowratská a jihovýchodní bašta. V parku se nachází  romantické jezírko zvané Jezírko baronky Emmy, socha Jan Schebka a cenné dřeviny včetně dvou památných stromů (Kolowratský dub a Kalenická lípa).V bývalé sýpce je umístěna expozice Příběh řeky Sázavy.

## Současnost
V zámku je sídlo městské radnice a galerie, jižní křídlo zámku je zpřístupněno turistům. V bývalé sýpce je umístěna expozice Příběh řeky Sázavy. 
| Rok  | Počet návštěvníků |
| ---- | ----------------- |
| 2015 | 15 027            |
| 2016 | 22 919            |
| 2017 | 23 558            |
| 2018 | 23 848            |
| 2019 | 27 691            |